# A részleg
A részleg é um filme de drama húngaro de 1995 dirigido e escrito por Péter Gothár, baseado no romance homônimo de Ádám Bodor. Foi selecionado como representante da Hungria à edição do Oscar 1996, organizada pela Academia de Artes e Ciências Cinematográficas.

## Elenco
- Mari Nagy - Gizella Weisz
- József Szarvas - Öcsi
- Valentin Teodosiu
- Misu Dimvale
- Andrei Finti
- Géza Tóth - Jani Kupter
- Alexandru Bindea
- Stefan Sileanu - Onaga
- Marcel Marcu
- Gheorghe Visu
- Radu Nicoara
- Monica Ghiuta
- Sándor Karácsony
- Ovidiu Ghinita
- Iván Dengyel
- Mari Törőcsik